# Обыкновенный поползень
Обыкновенный по́ползень, или ямщи́к (лат. Sitta europaea) — небольшая птица из семейства поползневых, широко распространённая в Европе, Азии и Северной Африке. Обычен как в средней полосе России, так и в Сибири, где гнездится в лиственных, хвойных и смешанных лесах, а также в садах и парках населённых пунктов. В поисках корма ловко передвигается по стволам и ветвям деревьев, зачастую даже вниз головой.

## Описание
Небольшая подвижная птица длиной 12—14,5 см, размахом крыльев 22,5—27 см и весом 20—25 г; с плотным телосложением, большой головой и короткой, почти незаметной шеей. Оперение пушистое, густое. Окраска сильно варьирует в зависимости от района обитания, при этом верхняя часть тела всегда имеет различные оттенки голубовато-серого цвета. В Западной Европе, на Кавказе, и в Передней Азии брюхо рыжее, а подбородок и шея белые. На севере ареала низ, как правило, белый с каштаново-рыжими боками и каштановым подхвостьем с белыми пестринами. У птиц, обитающих на востоке Китая, низ полностью рыжий. У дальневосточных подвидов перья грудки белые. На крайних рулевых перьях всегда имеются белые пятна. Через глаз от основания клюва до затылка проходит горизонтальная тёмная полоса. Клюв длинный, прямой и острый; сероватого цвета. В основании клюва имеются жёсткие щетинки, направленные вперёд. Крылья короткие, закруглённые, имеют 10 маховых перьев. Хвост короткий, прямой. Ноги серо-бурые, сильные, с длинными цепкими когтями, хорошо адаптированы к лазанию по стволам деревьев (хорошо известно умение поползней бегать по стволам вверх и вниз головой). Самцы и самки внешне друг от друга не отличаются, хотя самец выглядит несколько крупнее.
Обыкновенный поползень — шумная птица, с большим репертуаром различных громких звуков. Во время поиска корма издаёт частые короткие посвисты «тью-тью-тью», а иногда «тцит» либо более протяжные «тци-ит», из-за которых их когда-то прозывали «ямщиками». Во время возбуждения издаёт звонкое «тьоч» или «тьтэг», часто повторяемое много раз с небольшими перерывами. Может издавать трели с различной частотой — что-то вроде «тюй-тюй-тюй». Особенно криклив поползень в начале сезона размножения — в конце зимы и весной.
На небольшие расстояния летит по прямой линии, на более длинные — волнообразно.

## Распространение

### Ареал
Широко распространён в лесной зоне Палеарктики (Европа, большая часть Азии и Северная Африка) от атлантического побережья на западе до тихоокеанского на востоке. В странах Европы встречается почти повсеместно, однако отсутствует на юге Испании, северной части Шотландии, в Ирландии, на севере Скандинавии и южной части Украины. На территории Российской Федерации ареал с севера ограничен побережьем Белого моря, селом Усть-Цильма на Печоре и низовьями Оби; с юга Воронежской, Саратовской областями, Южным Уралом, Кокшетау, Омском и Барнаулом. За пределами России, в Азии на Дальнем Востоке обитает в Китае, Корее, Японских островах и Тайване; на юг доходит до Израиля, Ирана, Гималайских гор и Индокитая. В Африке встречаются в небольшом районе Атласских гор в Марокко.

### Места обитания

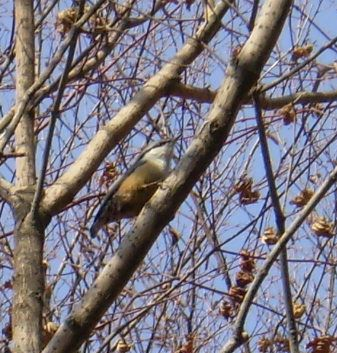
В Европе при прочих равных условиях поползни предпочитают селиться в лиственных лесах

Обитает в лесах — как лиственных, так смешанных и хвойных, при этом предпочитает районы с изобилием высокоствольных и старых деревьев, где находит себе пропитание. Кроме того, охотно селится на культивируемых ландшафтах — садах и парках с древесной растительностью. Биотопы могут варьировать в зависимости от района обитания — например, в Западной Европе и в южных районах предпочтение отдаётся широколиственным лесам с доминированием дуба, граба, бука. На севере ареала достигает лесотундры, а на юге — зоны степей, где гнездится в тугайных лесах и лесополосах. В Сибири и на Дальнем Востоке, где преобладают хвойные леса, обитает большей частью в тайге с преобладанием кедра или лиственницы. Замечено, что фрагментарность лесных массивов, часто ведущая к уменьшению численности многих видов, не влияет на репродуктивность обыкновенного поползня. Ведёт оседлый образ жизни, и, если не беспокоить, как правило, придерживается одной территории. На севере ареала и частично в средней тайге поползни в зимнее время откочёвывают к югу. Зимой могут присоединяться к стайкам других птиц (главным образом синиц), однако сами стай не образуют. Территориальная птица, свой участок охраняет круглый год.

## Размножение

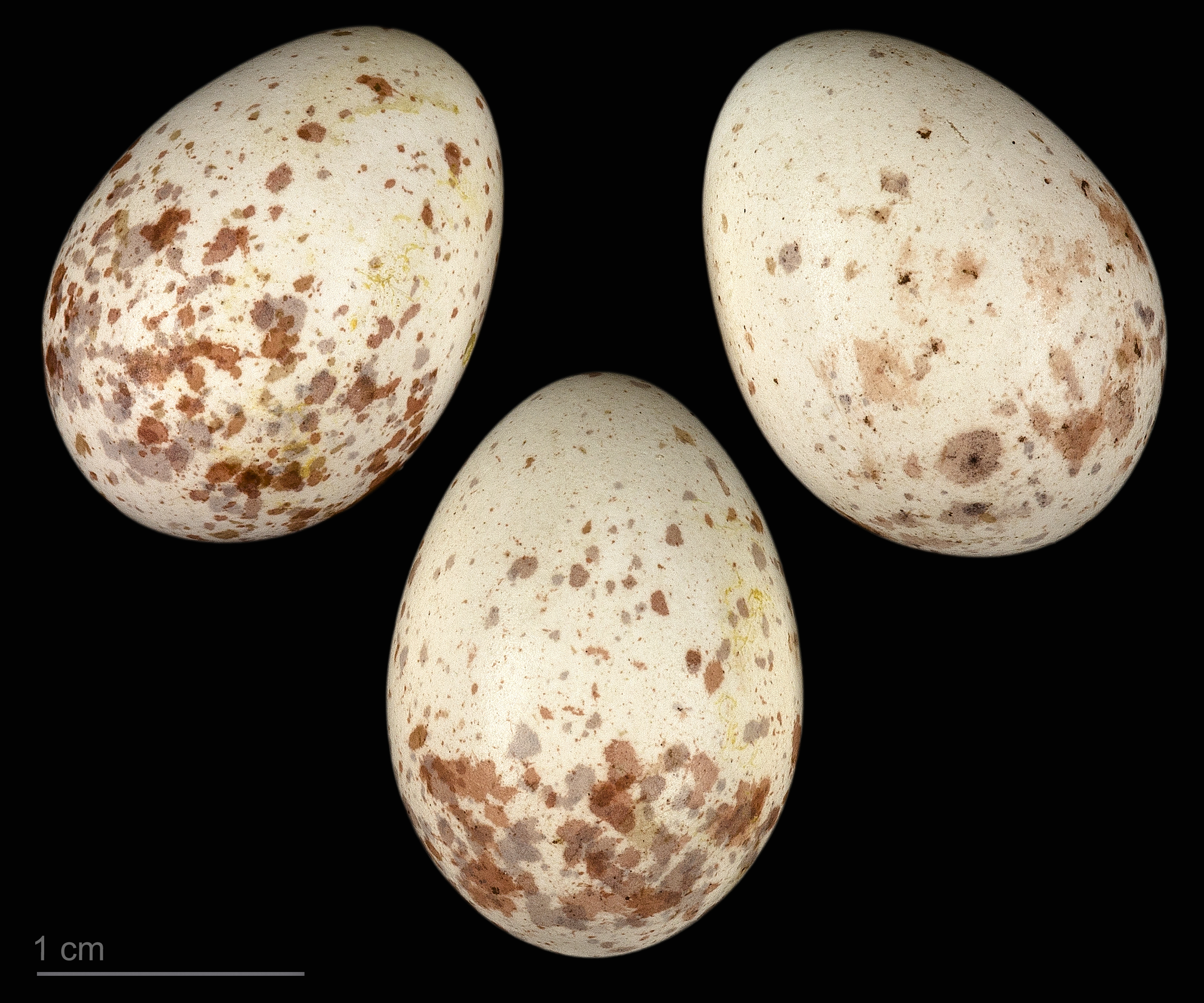
Яйцо поползня (Тулузский музей)

Начало сезона размножения зависит от широты — например, в средней полосе России поползни начинают гнездиться в апреле, а в северных районах — только в мае. Моногамны (на одного самца приходится одна самка); пары сохраняются в течение всей жизни. Плотность гнездовий варьирует в зависимости от региона — например, в зрелых широколиственных лесах Западной Европы она составляет 0,5—1 пар на км², а в высокогорных кедровниках и долинных берёзово-осиновых лесах в бассейне реки Большие Уры в Саянах — 13 и 10 особей на км² соответственно.

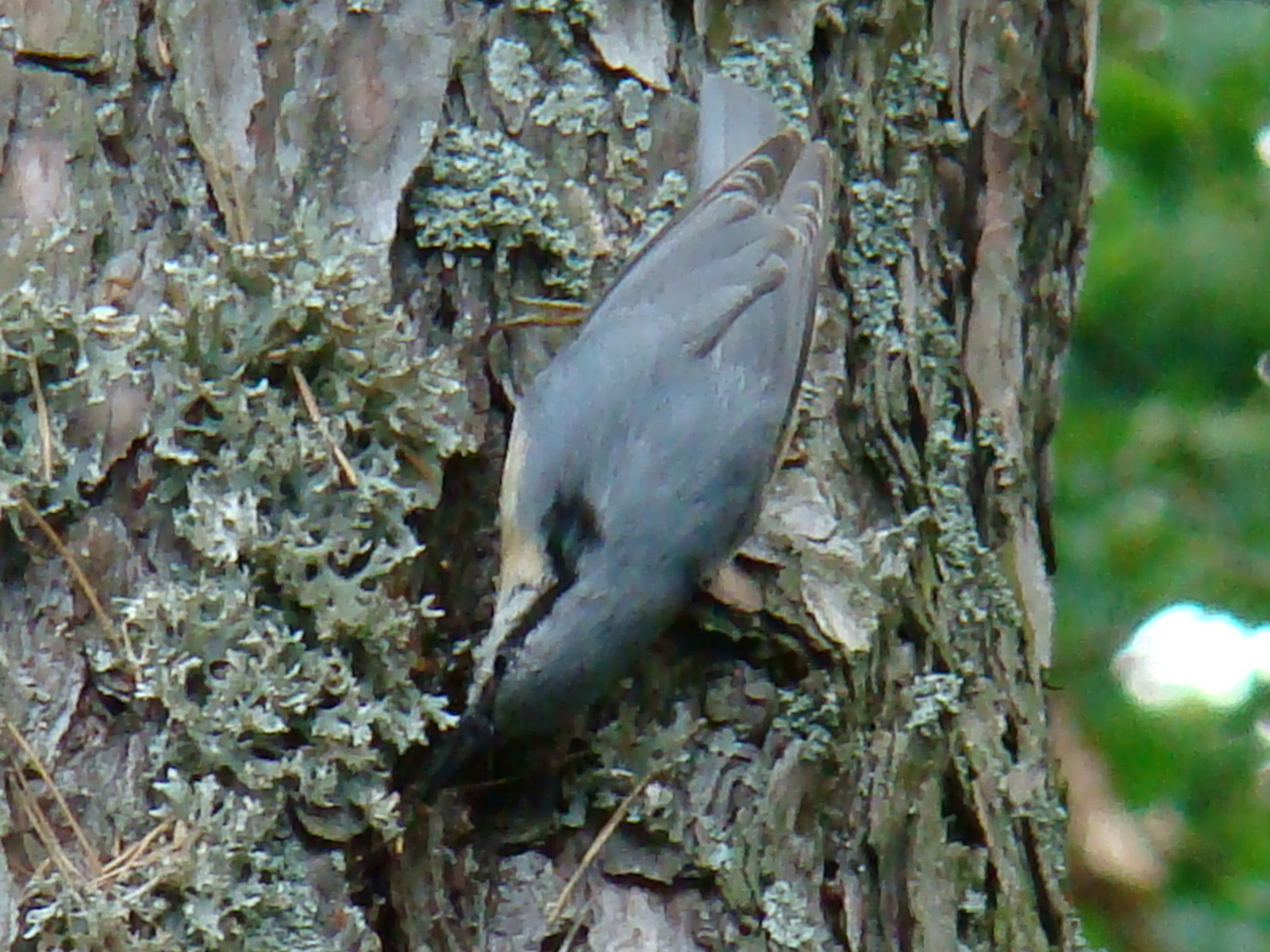
Своё дупло поползни замуровывают глиной, оставляя лишь небольшой леток

Гнездятся в дуплах, однако, в отличие от дятлов, сами выдолбить дупло не в состоянии, поэтому они используют старые гнёзда дятлов либо занимают естественные полости деревьев. Дупло выбирается не ниже 2 м над землёй — как правило, на высоте 4—8 м. Кроме того, занимают и искусственные дуплянки. Часто, если отверстие достаточно велико, они с целью защиты от хищников замазывают его глиной, иногда вместе с навозом, оставляя лишь небольшой леток диаметром около 35 мм. Иногда глиной замазано не только дупло, но также и близлежащие участки коры. Изнутри дупло выстилается многочисленными мелкими чешуйками тонкого верхнего слоя коры, реже — кусочками древесных листьев. Подстилка обильная — так, что яйца зачастую почти полностью в неё погружены. В сезон бывает только одна кладка, которая обычно приходится на начало мая. Кладка состоит из 4—12 (чаще — 6—9) матовых белых яиц с красновато-коричневым краплением, размером (18—22) × (13—16) мм. С началом насиживания птицы смолкают и становятся малозаметными. Насиживает одна самка, и гнездо она покидает только в случае непосредственной опасности. Покидая его, она укрывает кладку подстилкой. Период инкубации длится 14—18 дней, после чего вылупляются птенцы, покрытые редким длинным пухом на голове, плечах и спине. За птенцами ухаживают оба родителя, принося им пищу до 350 раз в день. На крыло птенцы становятся через 22—25 дней, но ещё в течение одной-двух недель подкармливаются родителями, после чего рассеиваются. Большинство молодых птиц уже к концу лета выбирает себе собственный индивидуальный участок, однако с выбором гнездовой территории и партнёра окончательно определяются только следующей весной. В условиях дикой природы птицы живут около 11 лет.

## Питание

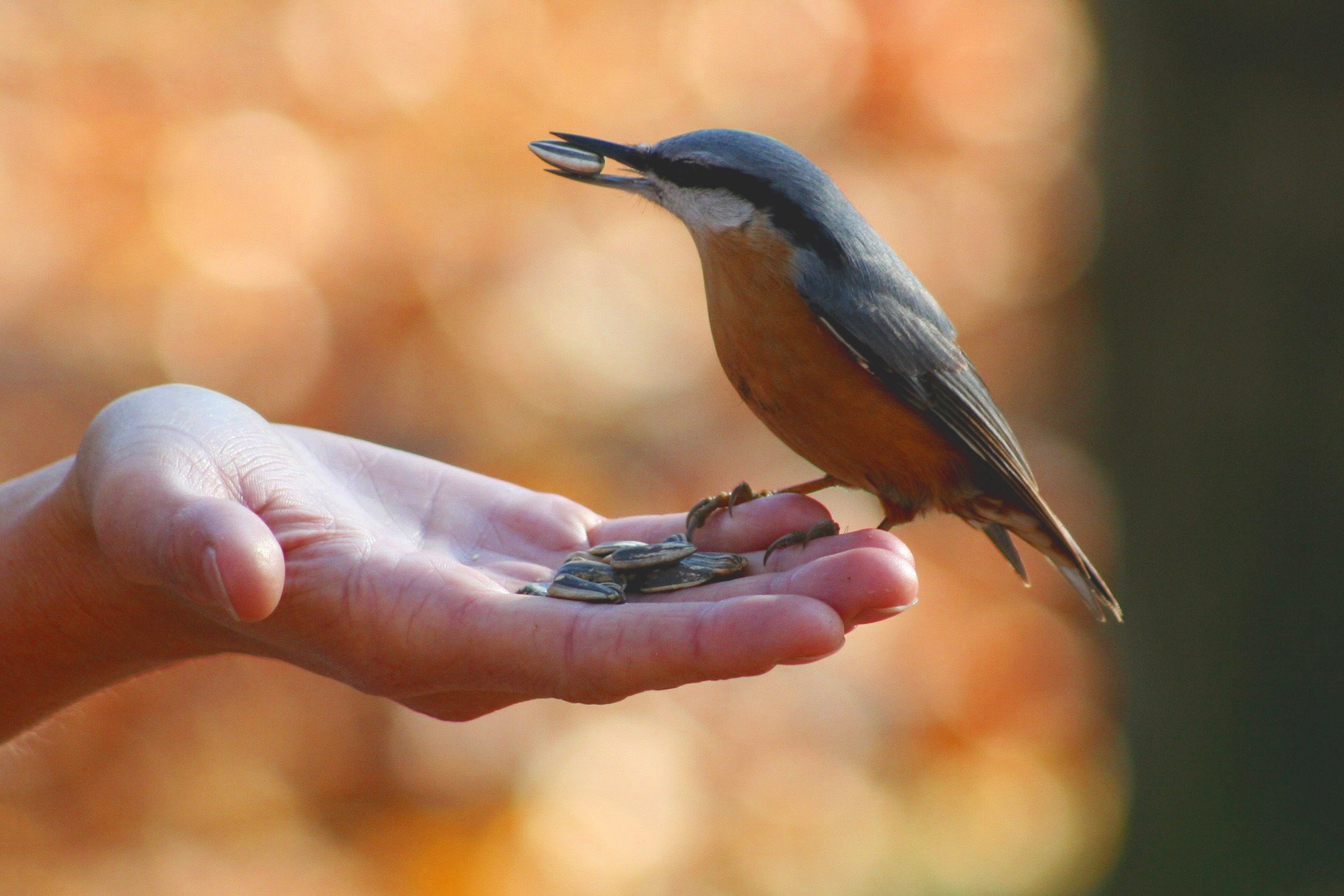
Поползень берёт корм с рук человека

Питается как животной, так и растительной пищей. В сезон размножения рацион состоит главным образом из беспозвоночных животных: жуков, клопов, пилильщиков и прочих. Например, исследование, проведённое в Магаданской области, показало, что в гнездовой период рацион поползней на 76,6 % состоит из веснянок, бабочек (личинок и имаго), перепончатокрылых и паукообразных. Оставшаяся часть в основном состояла из жуков, мух, верблюдок (Raphidioptera), брюхоногих моллюсков и семян кедрового стланика, которые, очевидно, сохранились с предыдущего сезона. В конце лета, когда созревают растения, птицы переориентируются на семена и плоды. Охотно употребляют в пищу семена шишек, жёлуди и орехи, продалбливая в скорлупе отверстия. При случае также не брезгуют семенами подсолнуха.
В любое время года делают запасы впрок, пряча по отдельности каждое семя в щелях ствола дерева и маскируя его лишайником или кусочком коры. Зимой охотно пользуются оставленными человеком кормушками. Склонность к зимним запасам хорошо описана у выдающегося российского орнитолога Сергея Бутурлина: «Прилетев на кормовой столик с насыпанной коноплёй, он, пригнувшись, торопливо хватает 10—15 зёрен и стремительно улетает с ними в лес. А через две-три минуты он уже опять здесь и снова „грузится“, быстро набирая в свой длинный клюв конопляные зёрна (рядком, как горошины в стручке)».

## Поползень и человек
Обыкновенные поползни приручаемы и иногда содержатся в домашних условиях. В природе для них строят специальные домики-дуплянки, которые птицы охотно занимают.

## Классификация
Образует около 20 подвидов, различающихся размером и окраской оперения. Некоторые известные ранее подвиды, в частности, Sitta europaea cashmirensis и Sitta europaea nagaensis, в настоящее время многими орнитологами рассматриваются как отдельные виды Sitta cashmirensis и Sitta nagaensis.
| Подвид                                            | Распространение |
| ------------------------------------------------- | --- |
| Sitta europaea albifrons Taczanowski, 1882        | Камчатка, Корякское нагорье, река Пенжина                                                                                   |
| Sitta europaea amurensis Swinhoe, 1871            | Юг Хабаровского края, Приморский край, Северо-Восточный Китай, Северная Корея                                               |
| Sitta europaea arctica Buturlin, 1907             | Якутия, река Анадырь |
| Sitta europaea asiatica Gould, 1835               | Низовья рек Камы и Вятки, Южный Урал, Западная Сибирь, Красноярский край, Иркутская область                                 |
| Sitta europaea atlas Lynes, 1919                  | Атласские горы, Марокко |
| Sitta europaea baicalensis Taczanowski, 1882      | Южная Якутия, Забайкалье, Центральная и Восточная Монголия, Хабаровский край                                                |
| Sitta europaea bedfordi Ogilvie-Grant, 1909       | Остров Чеджудо (Корея) |
| Sitta europaea caesia Wolf, 1810                  | Великобритания, Германия, Западная Франция, Юго-Восточная Болгария                                                          |
| Sitta europaea caucasica Reichenow, 1901          | Северный Кавказ, Закавказье                                                                                                 |
| Sitta europaea cisalpina Sachtleben, 1919         | Италия, Сицилия |
| Sitta europaea clara Stejneger, 1887              | Острова Хоккайдо (Япония), Кунашир и Шикотан (Россия)                                                                       |
| Sitta europaea europaea Linnaeus, 1758            | Скандинавия, Европейская часть России                                                                                       |
| Sitta europaea formosana Buturlin, 1911           | Тайвань |
| Sitta europaea hispaniensis Witherby, 1913        | Испания, Португалия |
| Sitta europaea hondoensis Buturlin, 1916          | Хонсю, Сикоку и Северный Кюсю (Япония)                                                                                      |
| Sitta europaea levantina Hartert, 1905            | Передняя Азия |
| Sitta europaea montium La Touche, 1899            | Китайские провинции Фуцзянь, Юньнань                                                                                        |
| Sitta europaea persica Witherby, 1903             | Юго-Западный Иран |
| Sitta europaea roseillia Bonaparte, 1850          | Остров Кюсю (Япония) |
| Sitta europaea rubiginosa Tschusi & Zarudny, 1905 | Северный Иран |
| Sitta europaea sakhalinensis Buturlin, 1916       | Сахалин |
| Sitta europaea seorsa Portenko, 1955              | Северо-Западный Китай (Синьцзян-Уйгурский автономный район, восточный Тянь-Шань)                                            |
| Sitta europaea sinensis Verreaux, 1871            | Центральный и Восточный Китай (к югу от провинций Ляонин и Хубэй, к востоку от южного Ганьсу и Сычуань, к северу от Гуанси) |
| Sitta europaea takatsukasai Momiyama, 1931        | Остров Итуруп |